# Root River, Kenora District
Root River är ett vattendrag i Kanada.   Det ligger i provinsen Ontario, i den sydöstra delen av landet, 1 300 km väster om huvudstaden Ottawa.
I omgivningarna runt Root River växer i huvudsak blandskog. Trakten runt Root River är nära nog obefolkad, med mindre än två invånare per kvadratkilometer.